# Jedlinka
Jedlinka este o comună slovacă, aflată în districtul Bardejov din regiunea Prešov. Localitatea se află la altitudinea de 405 m deasupra n.m., se întinde pe o suprafață de 4,56 km2 și în 2017 număra 88 de locuitori. Se învecinează cu comuna Smilno.

## Istoric
Localitatea Jedlinka este atestată documentar din 1567.

## Demografie
| An:                | 1994 | 2004    | 2014    | 2024   |
| ------------------ | ---- | ------- | ------- | ------ |
| Număr de persoane: | 107  | 80      | 89      | 85     |
| Diferență:         |      | −25,23% | +11,25% | −4,49% |

| An:                | 2023 | 2024   |
| ------------------ | ---- | ------ |
| Număr de persoane: | 83   | 85     |
| Diferență:         |      | +2,40% |